# Banksterzy
Banksterzy (slogan reklamowy Film, którego boją się banki) – polski film fabularny z 2020 wyprodukowany przez studio Figaro Film Production w reżyserii Marcina Ziębińskiego. Film nawiązuje do sytuacji tzw. frankowiczów.

## Fabuła
Karolina (Katarzyna Zawadzka) pracuje w banku, jest energiczna, pewna siebie, przebojowa. Kiedy w jej ręce wpada najnowszy produkt walutowy – kredyt we frankach szwajcarskich, kobieta otrzymuje wielką szansę, żeby się wykazać. Mając pełne przyzwolenie szefa – Adama (Tomasz Karolak), bez skrupułów zaczyna namawiać klientów na najbardziej ryzykowne i niekorzystne inwestycje. Jan (Jan Frycz) jest szarą eminencją krajowej finansjery. W swoim telefonie ma kontakty do prezesów największych banków w Polsce. Jego cyniczne pomysły i decyzje, z dnia na dzień, wpływają na gospodarkę i losy setek tysięcy osób. Takich jak Artur (Rafał Zawierucha) – ambitny szef firmy IT, który, by rozwijać działalność, decyduje się na opcje walutowe. Jego wspólnikiem jest Mateusz (Antoni Królikowski), który marzy o niezależności, własnym lokum i upragnionej wyprowadzce od teściów. Choć młode małżeństwo pozostaje nieufne wobec proponowanych przez banki rozwiązań, to przyparte do muru daje się wciągnąć w finansową pułapkę. Wkrótce losy bohaterów po obu stronach barykady splotą się w pętli wstrząsających wydarzeń, których przebieg ujawni szokujący mechanizm manipulacji, żerujących na potrzebach i emocjach, ale też bezwzględną i bezduszną siłę systemu bankowego. A gdy skończą się wszystkie racjonalne rozwiązania, bohaterom pozostaną już tylko najbardziej dramatyczne wybory.

## Obsada[3]
- Antoni Królikowski – Mateusz
- Magdalena Lamparska – Magda, żona Mateusza
- Katarzyna Zawadzka – Karolina Hirsch, szefowa oddziału Polskiego Banku
- Tomasz Karolak – Adam Gorawski, prezes zarządu „Polskiego Banku”, szef Karoliny
- Jan Frycz – Jan
- Rafał Zawierucha – Artur Fiszer, szef Mateusza
- Marcin Bosak – Pawcio
- Maciej Nawrocki – Tom Malinowski, przyjaciel Mateusza
- Małgorzata Kożuchowska – Anna Kowalska, wiceprezes zarządu „Polskiego Banku”
- Ewa Kasprzyk – matka Magdy
- Marek Ślosarski – prezes banku
- Przemysław Bluszcz – prezes banku
- Cezary Morawski – prezes banku
- Mariusz Bonaszewski – prezes banku
- Jerzy Gudejko – prezes banku
- Aleksandra Zagrodzka – Julka, córka Magdy i Mateusza
- Pascal Fischer – kelner w posiadłości Jana
- Wojciech Machnicki – facet ze służb
- Julia Wyszyńska – Katarzyna, pracownica „Polskiego Banku”
- Kamil Szeptycki – Patryk, pracownik „Polskiego Banku”
- Krzysztof Wach – Andrzej, pracownik „Polskiego Banku”
- Marianna Zydek – Justyna, pracownica „Polskiego Banku”
- Kacper Gaduła-Zawratyński – Tomasz, pracownik „Polskiego Banku”
- Irena Melcer – Małgorzata
- Katarzyna Romańczuk – Elżbieta, pracownica „Polskiego Banku”
- Daniel Guzdek – Damian, pracownik „Polskiego Banku”
- Jowita Budnik – Krystyna, pracownica „Polskiego Banku”
- Jerzy Rogalski – emerytowany pracownik banku
- Arkadiusz Wrzesień – Ryszard
- Igor Kujawski – Berger, szef Toma
- Karolina Kominek – dłużniczka
- Katarzyna Wincza – córka dłużniczki
- Krystyna Rutkowska-Ulewicz – Maria Andrzejewska, matka Jana
- Jakub Kotyński – windykator Andrzej Maciągowski
- Mateusz Grydlik – przedstawiciel dewelopera
- Andrzej Walden – klient staruszek
- Jakub Wieczorek – taksówkarz
- Ewelina Szostek – położna
- Marek Pituch – policjant
- Kamila Matyszczak – prostytutka
- Piotr Miazga – ochroniarz u Jana
- Robert Kalinowski – ochroniarz Pawcia
- Natalia Sierzputowska – Andżela
- Janusz German – prezes giełdy
- Paweł Lewicki – spiker
- Mariusz Binduła – ochroniarz
- Kacper Miciak – ochroniarz
- Rafael Malinowski – ochroniarz
- Jacek Janosz – ekspert
- Agnieszka Mrozowska – dyrektorka banku
- Rafał Gerlach – dyrektor banku
- Roman Piętakiewicz – członek zarządu banku
- Oliwia Angerstein – urzędniczka w banku
- Robert Jandura-Cessna – dziennikarz
- Rafał Sisicki – kucharz
- Łukasz Kurczewski
- Patrycja Manista
- Kamila Dolega
- Kamil Pardo
- Paweł Rojek
- Wojciech Bartyzel